# Anthopleura dowii
Anthopleura dowii is een zeeanemonensoort uit de familie Actiniidae.
Anthopleura dowii is voor het eerst wetenschappelijk beschreven door Verrill in 1869.